# La Presa, Otzolotepec
La Presa är en ort i kommunen Otzolotepec i delstaten Mexiko i Mexiko. Samhället hade 301 invånare vid folkräkningen år 2020.